# Gasterocome latifasciata
Gasterocome latifasciata är en fjärilsart som beskrevs av Sensu Hampson. Gasterocome latifasciata ingår i släktet Gasterocome och familjen mätare. Inga underarter finns listade i Catalogue of Life.